# Orm og Tyr
Orm og Tyr er en roman af den danske forfatter Martin A. Hansen, der blev udgivet i 1952. På næsten 400 sider beskriver forfatteren steder, der vidner om svundne epoker før kristendommens sejr i Norden.